# Wohnhaus Bahnhofstraße 4
Das Wohnhaus Bahnhofstraße 4 im niedersächsischen Berne in dem Landkreis Wesermarsch stammt aus dem 19. Jahrhundert.
Aktuell (2023) wird es als Wohnhaus und gewerblich genutzt.
Das Gebäude steht unter Denkmalschutz (siehe auch Liste der Baudenkmale in Berne).

## Beschreibung
Das eingeschossige traufständige verklinkerte Gebäude vom Typ Oldenburger Hundehütte mit Drempel, Satteldach, rundbogigen Öffnungen, mittigem Eingang an der Giebelseite sowie Backsteinziersetzungen in gelbem Ziegel um die Bögen der Öffnungen, an den Fensterbrüstungen des Giebels und als geschossteilender Fries stammt von um 1870. Im Süden wurde ein neuerer glasüberdachter Gang angefügt, der das benachbarte Haus anbindet.
Das Landesdenkmalamt befand: „… geschichtliche Bedeutung … als beispielhaftes Wohnhaus der Zeit um 1870 … .“